# The Quintet
The Quintet è stato un estemporaneo supergruppo statunitense formato nel 1953.

## Storia
Il gruppo era composto da Dizzy Gillespie (tromba), Charlie Parker (sax), Bud Powell (pianoforte), Charles Mingus (contrabbasso) e Max Roach (batteria), i più grandi musicisti jazz del periodo .
Il gruppo ha pubblicato un unico disco, frutto della registrazione dell'unica volta in cui i cinque si sono esibiti tutti insieme durante il 15 maggio del 1953 alla Massey Hall di Toronto.

## Formazione
- Dizzy Gillespie - tromba
- Charles Mingus - contrabbasso
- Charlie Parker - sax alto (indicato nelle prime edizioni del disco Jazz at Massey Hall come "Charlie Chan")
- Bud Powell - pianoforte
- Max Roach - batteria

## Discografia
- 1953 - Jazz at Massey Hall